# Équipe d'Équateur des moins de 17 ans de football
Maillots
L'équipe d'Équateur des moins de 17 ans est une sélection de joueurs de moins de 17 ans au début des deux années de compétition placée sous la responsabilité de la Fédération d'Équateur de football. Elle n'a pas remporté le Championnat des moins de 17 ans de la CONMEBOL et participa deux fois à la Coupe du monde de football des moins de 17 ans.

## Parcours en Championnat des moins de 17 ans de la CONMEBOL
- 1985 :  3e
- 1986 :  3e
- 1988 : 1er tour
- 1991 : 1er tour
- 1993 : 1er tour
- 1995 : Ne participe pas car pays organisateur de la Coupe du monde 1995
- 1997 : 1er tour
- 1999 : 1er tour
- 2001 : 1er tour
- 2003 : 1er tour
- 2005 :  3e
- 2007 : 6e
- 2009 : 6e
- 2011 : 4e
- 2013 : 1er tour
- 2015 :  3e
- 2017 : 6e
- 2019 : 4e
- 2023 : A venir

## Parcours en Coupe du monde des moins de 17 ans
- 1985 : Non qualifié
- 1987 : 1er tour
- 1989 : Non qualifié
- 1991 : Non qualifié
- 1993 : Non qualifié
- 1995 : Quarts de finale
- 1997 : Non qualifié
- 1999 : Non qualifié
- 2001 : Non qualifié
- 2003 : Non qualifié
- 2005 : Non qualifié
- 2007 : Non qualifié
- 2009 : Non qualifié
- 2011 : Huitièmes de finale
- 2013 : Non qualifié
- 2015 : Quarts de finale
- 2017 : Non qualifié
- 2019 : Huitièmes de finale
- 2023 : A venir

## Anciens joueurs
- Pervis Estupiñán
- Carlos Ramón Hidalgo
- Jairo Montaño
- Luis Moreira
- Raúl Noriega
- Erwin Ramírez
- Edwin Villafuerte
- Hjalmar Zambrano